# Schizymenium pontevedrense
Schizymenium pontevedrense là một loài Rêu trong họ Bryaceae. Loài này được (Luisier) Casas et al. miêu tả khoa học đầu tiên năm 1989.